# Heriaesynaema flavipes
Heriaesynaema flavipes là một loài nhện trong họ Thomisidae.
Loài này thuộc chi Heriaesynaema. Heriaesynaema flavipes được Lodovico di Caporiacco miêu tả năm 1939.